# Риганти, Никола
Никола Риганти (итал. Nicola Riganti; 24 марта 1744, Мольфетта, Королевство Сицилия — 31 августа 1822, Рим, Папская область) — итальянский куриальный кардинал. Епископ Анконы и Уманы с 8 марта 1816 по 31 августа 1822. Кардинал-священник с 8 марта 1816, с титулом церкви Санти-Марчеллино-э-Пьетро с 29 апреля 1816 по 31 августа 1822. 